# آیینه (روزنامه)
آیینه نام یکی از مطبوعات استان فارس در دوران قاجاریه می باشد.
این روزنامه از سال ۱۳۲۸ هـ.ق به وسیله مرتضی شجاع‌السادات، در شیراز به چاپ رسیده است.